# Графство
Вижте пояснителната страница за други значения на Графство.
Графството е феодално владение, притежателят на което носи титлата граф. Графовете са в преки васални отношения с херцог, принц, крал или император. Произлиза от Комитат – административна териториална единица, управлявана от Комит, титла изведена от comes, носена от висши сановници и от командири на областни военни контингенти в късната Римска империя и България, която Карл Велики възприема от Византия за своя двор, където тя започва да се произнася и като Конт – Граф. Респективно Комитатът става county – Графство.
Графството е и съвременна териториална административна единица като например графствата в Англия.